# ريكي باتون
ريكي باتون (بالإنجليزية: Ricky Patton)‏ هو لاعب كرة قدم أمريكية أمريكي، ولد في 6 أبريل 1954 في فلينت في الولايات المتحدة.

## وصلات خارجية
- ريكي باتون على موقع مرجع كرة القدم المحترفة.كوم (الإنجليزية)